# Astrolepis cochisensis
Astrolepis cochisensis là một loài thực vật có mạch trong họ Pteridaceae. Loài này được (Goodd.) D.M. Benham & Windham mô tả khoa học đầu tiên năm 1992.